# Астаксантин
Астаксантинът е каротеноид, принадлежащ към по-големия клас фитопигменти, известни като терпени. Определя се като ксантофил. Както и другите каротеноиди, астаксантинът е цветен, липидоразтворим пигмент. Астаксантинът се среща в микроводорасли, дрожди, сьомга, пъстърва, крил, скариди и ракообразни, както и в перата на някои птици. Той придава червения цвят на месото на сьомгата и варените раци. 
За разлика от повечето каротиноиди, астаксантинът не се конвертира до витамин A (ретинол) в човешкото тяло. Прекомерните количества витамин А са токсични за човек, но астаксантинът има по-ниска токсичност. Също така е и антиоксидант, с малко по-слабо изразена, отколкото при другите каротиноиди антиоксидантна активност.
Астаксантинът освен в естествените източници, се използва в хранително-вкусовата промишленост като оцветител. Там може да има естествен или синтетичен произход. Европейската комисия го определя като хранителна добавка под името E161j.